# Leon Aernaudts

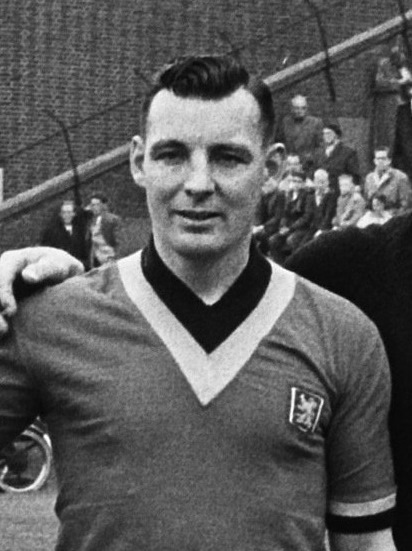
Leon Aernaudts in 1963

Leon Aernaudts (Bergen op Zoom, 10 augustus 1918 – ?, 20 november 1992) was een Belgisch voetballer die speelde als verdediger. Hij voetbalde in Eerste klasse bij Berchem Sport en speelde 20 interlands met het Belgisch voetbalelftal. Kenmerkend was zijn glijdende tackle, vandaar zijn bijnaam Mister Sliding Tackle.

## Loopbaan
Aernaudts debuteerde in 1936 als rechtsachter in het eerste elftal van Berchem Sport dat op dat moment actief was in Tweede klasse. Samen met zijn twee jaar oudere broer Marcel (1916-2008), die linksachter speelde, vormde hij spil van de verdediging van Berchem. In 1943 werd de promotie naar Eerste klasse gevierd en in 1949, 1950 en 1951 werd Aernaudts samen met de ploeg telkens tweede in de eindrangschikking.

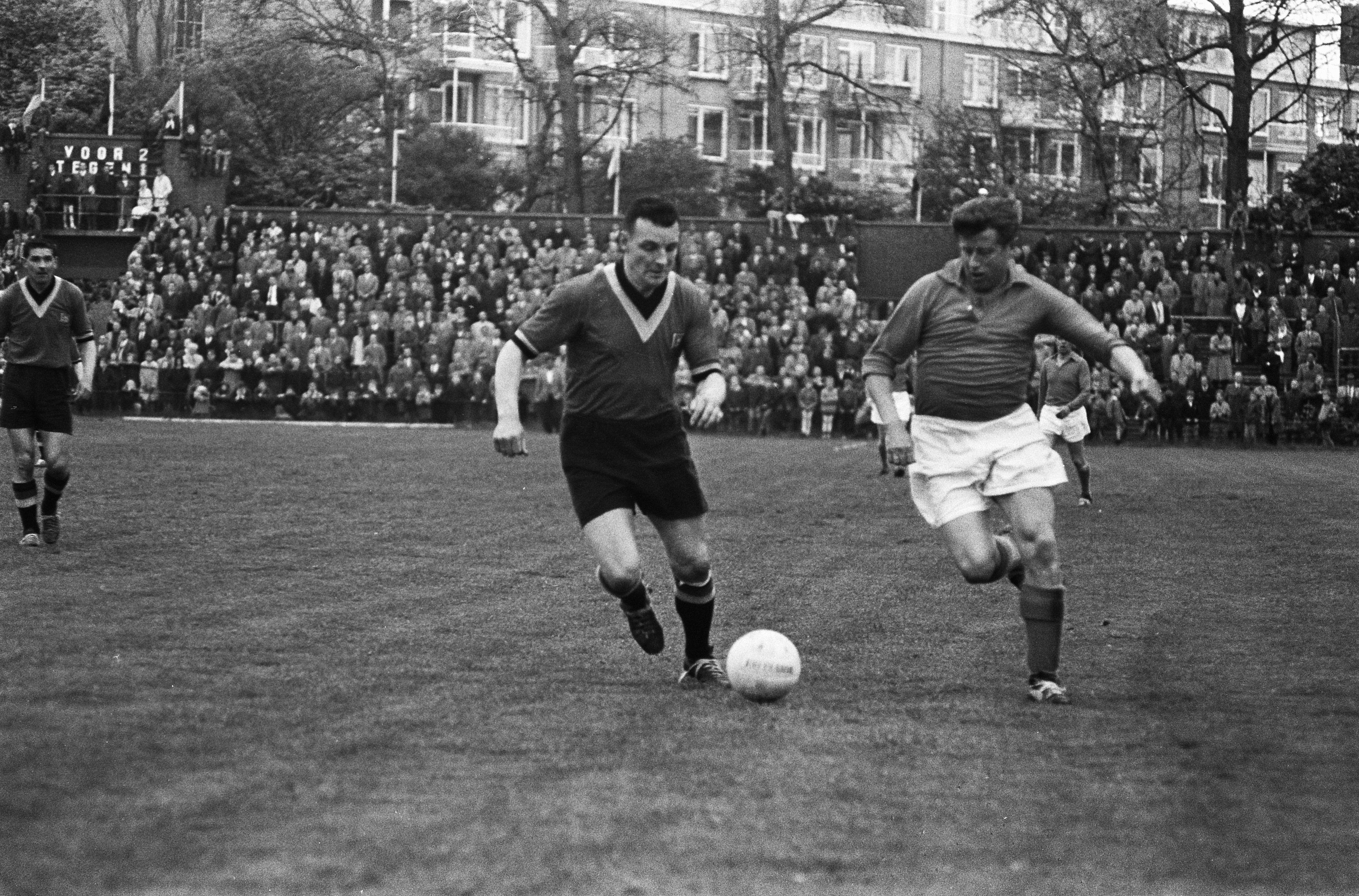
Leon Aernaudts (links) in duel met Theo Timmermans tijdens een wedstrijd van 'Oud Internationals' Nederland-België (1963)

Tussen 1947 en 1950 speelde Aernaudts 20 wedstrijden voor het Belgisch voetbalelftal. Een zware knieblessure maakte een einde aan zijn internationale carrière. Bij Berchem kon hij nog wel terugkeren op het hoogste niveau. Aernaudts bleef er voetballen tot in 1953 toen hij uit solidariteit met zijn broer, die naast de ploeg gevallen was, zijn contract niet meer verlengde.
Aernaudts werd daarna speler-trainer bij SV Willebroek, dat net naar Derde klasse gepromoveerd was, en besloot zijn spelersloopbaan als speler-trainer bij KFC Vlug en Vrij Bornem, dat in de provinciale reeksen actief was. In de jaren zestig was hij nog hulptrainer bij Berchem Sport en KFC Brasschaat.